# Сєров Іван Олексійович
Іва́н Олексі́йович Сєро́в (1915, Харків, Російська імперія — 18 серпня 1969, Харків, СРСР) — радянський футболіст, відомий завдяки виступам у складі харківських клубів «Спартак» та «Локомотив», київського «Динамо» та сталінградського «Трактора».

## Життєпис
Іван Сєров — уродженець Харкова та вихованець харківського футболу. З 1934 року почав виступати у складі харківського «Спартака», а з 1936 по 1939 рік захищав кольори цього клубу в новоутвореному чемпіонаті СРСР. В осінньому розіграші 1936 року разом з одноклубниками здобув «срібло» групи «В», а у 1938 році завдяки реорганізації футбольних ліг отримав змогу зіграти у найвищому дивізіоні.
Перед початком сезону 1940 року Сєров перейшов до лав сталінградського «Трактора», що виступав у вищій лізі чемпіонату СРСР. Кольори цього клубу Іван Олексійович захищав аж до припинення чемпіонату через початку німецько-радянської війни у 1941 році.
У 1944 році, після звільнення України від німецько-фашистських загарбників, Сєров продовжив футбольну кар'єру у складі київського «Динамо». Він взяв участь у єдиному матчі команди на Кубок СРСР 1944 року та 16 поєдинках чемпіонату 1945 року, відзначившись в них трьома забитими м'ячами.
У 1946 році Іван Сєров повернувся до Харкова, де став одних з основних гравців місцевого «Локомотива». Вже у наступному сезоні харківський колектив зумів підвищитися у класі та потрапити до когорти найсильніших клубів Радянського Союзу, посівши третє місце у II групі чемпіонату СРСР. По закінченню сезону 1951 року Іван Сєров завершив активні виступи на футбольному полі.
Помер у Харкові 18 серпня 1969 року.

## Досягнення
- Бронзовий призер II групи чемпіонату СРСР (1): 1947
- Срібний призер групи «В» чемпіонату СРСР (1): 1936 (о)